# Oreogeton fuscus
Oreogeton fuscus är en tvåvingeart som beskrevs av Philippi 1865. Oreogeton fuscus ingår i släktet Oreogeton och familjen Oreogetonidae. Inga underarter finns listade i Catalogue of Life.